# Engadget
Engadget (читається як інгаджит) — веб-сайт із новинами, оглядами та аналізом технологій. Пропонує щоденне висвітлення гаджетів, побутової електроніки, відеоігор, комп'ютерного та ігрового обладнання, програм, соціальних медіа, штучного інтелекту, космосу, робототехніки, електричних транспортних засобів та інші потенційно доступні споживачам технології. Вміст сайту включає короткі повідомлення новин, звіти про функції, аналіз новин, огляди продуктів, рекомендації щодо купівлі, два щотижневі відеошоу, The Engadget Podcast, The Morning After і щотижневий інформаційний бюлетень з пропозиціями. Заснований як блог в 2004 році Пітером Рохасом. З вересня 2021 року ним керує Yahoo! Inc.
Станом на 2023 рік Engadget став значним джерелом новин та інформації для фахівців у галузі технологій. Середня кількість історій, які публікує сайт щоденно, перевищує два десятки, і вони охоплюють широкий спектр тем, від коротких новин до глибоких аналітичних матеріалів. Особливу увагу приділяється оглядам нових продуктів, функціональним можливостям технологій та тенденціям у світі гаджетів та електроніки.

## Історія
Engadget був заснований колишнім редактором технологічного веб-блогу Gizmodo та співзасновником Пітером Рохасом. Engadget був найбільшим блогом у Weblogs, Inc., мережі блогів яка налічувала понад 75 блогів. Компанія Weblogs Inc. була придбана AOL у 2005 році.
Запущений у березні 2004 року, Engadget був одним із найперших технічних блогів в Інтернеті. Він здобув популярність завдяки публікаціям про анонси гаджетів, а також чутки та витоки інформації про майбутні продукти. На початку свого існування сайт активно висловлював думку у своїх історіях. Також був запущений щотижневий The Engadget Podcast, який висвітлював новини про технології та гаджети, що відбулися протягом тижня.
30 грудня 2009 року Engadget випустив свій перший мобільний додаток для iPhone та iPod Touch. Він був перезапущений у 2017 році, але його підтримку з тих пір було припинено.
У липні 2013 року, Тім Стівенс залишив посаду головного редактора, призначивши Марка Пертона тимчасовим виконавчим редактором. У листопаді 2013 року було запущено масштабний редизайн. Ці зміни були спрямовані на трансформацію Engadget у більш розширений ресурс споживчої електроніки, подібно до CNET і Consumer Reports, спрямований на «людей що стануть першими користувачами серед усіх нас».
У квітні 2014 року Майкл Горман був призначений головним редактором Engadget, разом із Крістофером Траутом як виконавчим редактором. У квітні 2017 року Траут був оголошений новим головним редактором, а керуюча редакторка Дана Воллман була підвищена до виконавчої редакторки. У вересні 2018 року було оголошено, що Дана Воллман обійме посаду головної редакторки.
У грудні 2015 року Engadget представив оновлений дизайн і новий редакційний напрямок з акцентом на широких темах, що впливають на технології; Сайт залишається в центрі уваги для експертів, але новий редакційний напрямок ставить за мету зробити його доступним для ширшої аудиторії. Сайт займається більш широким фокусом, крім апаратного забезпечення та коротких публікацій у блозі, і донині. Engadget продовжує публікувати різноманітні матеріали, включаючи короткі новини, розширені огляди, аналіз та підказки для покупок.
У 2023 році Engadget запустив два проекта інформаційний бюлетень: «The Morning After» який веде Мет Сміт (Mat Smith) і ще один проект про ігри, який веде старший репортер Джессіка Кондітт (Jessica Conditt). Ці інновації спрямовані на розширення аудиторії та надання нових форматів контенту, що відповідають сучасним трендам у споживанні медіа.